# Безумный город: Улыбайся от всей души
«Безумный город: Улыбайся от всей души» (англ. Mad City: Smile Like You Mean It) — тринадцатый эпизод третьего сезона американского криминального телесериала «Готэм» и 57-й во всём сериале. Сценарий был написан Стивеном Лилиеном и Брайаном Винбрандтом, а режиссёром выступил Олатунде Осунсанми. Премьера эпизода состоялась 23 января 2017 года на канале FOX. В этом эпизоде, Дуайт делает одну последнюю попытку возвратить Джерома к жизни и решает просто отрезать его лицо и выступать в качестве его воплощения, в то время как настоящий Джером был возрождён и одержим местью. Гордон и Баллок пытаются помешать культу передать сообщение анархии по городу, в то время как Кобблпот обнаруживает, что все поворачиваются против него после интервью. Между тем Брюс и Селина обнаруживают настоящую причину, почему Мария вернулась к своей жизни.
Эпизод получил огромную похвалу, с критиками, хвалящими выступление Камерона Монахэна и заключительную сцену, цитируя его в качестве одной из лучших серий.

## Сюжет
Дуайт (Дэвид Дастмалчян) и члены культа входят в склад с помощью одного коллеги охранника и находит труп Джерома (Камерон Монахэн). Полиция Готэма проводит расследование взлома, и Гордон (Бен Маккензи) и Буллок (Донал Лог) находят, что склад был назван компанией Wayne Enterprises, которая возрождала трупы из Индиан-Хилл, и делают вывод, что женщина в морге была тестом на возрождение. Они тогда находят травмированного культиста на складе и арестовывают его.
Коул (Пи Джей Маршалл) приходит в поместье Уэйнов и говорит Брюсу (Давид Мазуз), что оплата задолженности Марии (Ивана Миличевич) составляет от 200 000 долларов и, если он не заплатит, то он сможет убедиться, что она попадет в тюрьму. Несмотря на настойчивость Селины (Камрен Бикондова) не дать деньги, Брюс дает деньги Марии. В полиции Готэма, Гордон опрашивает культиста и узнаёт, что стручок Джерома был украден и обнаруживает, что они планируют возродить его. Между тем, Дуайт и доктор начинают процесс возрождения Джерома.
После катастрофического интервью Кобблпота (Робин Лорд Тейлор), люди требуют его отставки из-за сомнения своего авторитета. Барбара (Эрин Ричардс) также сообщает ему, что Томми Боунс (Джеймс Эндрю O’Коннор) ставит под сомнение его лидерство и просит его подготовиться к встрече. Фокс (Крис Чалк) говорит Гордону и Буллоку, что из-за энергии, используемой для оживления девушки в морге, вызывает скачок напряжения в электрической сети и подозревают, что электростанция считается центром воскрешения. Они решили пойти на рейд, но один из культистов раскрывается в полицию и сообщает Дуайту о рейде. Дуайту не удается возродить Джерома и убивает врача за его давление и при помнить, что сектанты хотят видеть лицо Джерома, отрезает лицо Джерома с трупа и бежит до приезда полиции, оставив труп позади.
Дуайт появляется на встрече культа, нося лицо Джерома и убеждает других, что они — «все Джером». В Сиренах, Кобблпот противостоит Барбаре в сговоре против него, когда он назвал Томми Боунса, который утверждает, что они остановят свое партнерство и говорят, что у них в плену Нигма (Кори Майкл Смит). После того, как Кобблпот уезжает, чтобы собрать своих приспешников. Томми сообщил Табите (Джессика Лукас) о том, что Кобблпот купился, после чего она убивает его. Гордон и Буллок опрашивают крота, но не убеждают его, пока Ли (Морена Баккарин) дозирует его своей сывороткой правды, и Дав говорит, что Дуайт и культисты — планируют провести телерадиовещание с сообщением в телеканале. Ли возвращается в свой офис, возрождённый Джером берет ее в плен для опроса.
Мария и Коул признались Селине в том, что они сотрудничают в жульничестве, чтобы получить деньги. Селина сталкивается с Брюсом, который говорит о том, что он знал об этом, но ничего не сказал. Селина пытается бороться с ним, но тренировки Брюса мешают ей бить его. Дуайт и культисты вторгаются в станцию, чтобы взять выпуск новостей с Дуайтом, действуя как Джером, в то время как Гордон и полиция входят через систему вентиляции, чтобы спасти заложника. Джером видит трансляцию и уходит в форме полицейского. Гордон, Буллок и полиция Готэма вторгаются в станцию в то время, как Дуайт передал свое сообщение, убивая много культистов и арестовывая Дуайта. Между тем, Кобблпот принимает звонок от Нигмы, который заявляет, что он находится в плену в Kane Chemicals.
Джером крадет фургон и похищает Дуайта. Джером берет его в электростанцию и связал Дуайта со взрывчаткой. Он тогда передает живое сообщение, говоря людям что «в темноте, нет никаких правил», и поощряет всех убивать любого и делать независимо от того, что они хотят, а утром, их ждёт «возрождение». Затем он поджигает взрывчатку и оставляет позади Дуайта с взрывчатыми веществами. Гордон требует вертолёт, чтобы успеть на завод, но как он выходит на улицу, он видит, как электростанция взрывается и город страдает широким отключением электроэнергии, оставляя его в темноте.

## Производство
В январе 2017 года было объявлено, что тринадцатый эпизод третьего сезона будет назваться «Улыбайся от всей души» и то, что сценарий был написан Стивеном Лилиеном и Брайаном Винбраднтом, а режиссёром выступил Олатунде Осунсанми.

### Сценарий
Ранние переговоры о том, чтобы вернуть Джерома в шоу появились тогда, когда персонаж погиб в серии «Последний смех». По словам исполнительного продюсера Джона Стивенса, он объяснил: «Если вы будете внимательно наблюдать эпизоды, поскольку они продвигаются в этом году, то вы начнете видеть зерно, которым история продолжит развиваться. И мы, вероятно, не видели, последний ли этот парень». На протяжении второго и третьего сезона Камерон Монахэн тизерил возвращение персонажа и наконец в августе 2016 года, Стивенс подтвердил возвращение персонажа, цитируя что это было их намерение возвратить его и «Вы будете иметь эти подпольные движения, которые начали говорить о Джероме и что он представляет и как он собирается вернуться, как в дни Иоанна Крестителя» и «Он играет на идею преображения. Когда он вернется, вы захотите увидеть, что в новой версии. Следующий шаг впереди». Монахэн также объяснил, что после смерти Джерома во втором сезоне, продюсерам нравилась эта идея и планировали вернуть его обратно в третий сезон, но первоначальная идея включала Хьюго Стрэйнджа или Кукольника, участвующих в его возрождении.

### Макияж
Майк Мэдди, дизайнер спецэффектов, работал над дизайном лица Джерома. Лицо сделало подобие известной дуге истории Джокера, «Смерть семьи». Монахэн объяснил, что процесс нового лица Джерома был «ужасен». Продюсеры сделали четыре протезных частей с каждым из них принимая три часа, чтобы применить и другой час, чтобы снять его. Монахэн назвал этот процесс «исчерпанным», но он также отметил, что «добавляет уровень разъединять от себя, от своего собственного образа и тела, я думал, что это было действительно освобождённо и волнующе».

### Подбор актёров
Мэгги Геха, Бенедикт Сэмюэл и Майкл Чиклис не появились в эпизоде в качестве своих персонажей в то время как Кори Майкл Смит появляется только через голосовую запись. В январе 2017 года было объявлено, что список гостей для эпизода будет включать Ивану Миличевич в роли Марии Кайл, Камерона Монахэна в роли Джерома Валеска, Давида Дастмалчьяна в роли Дуайта Полларда, Пи Джея Маршалла в роли Коула Клемонса, Джеймса Эндрю О’Коннора в роли Томми Боунса и Джеймса Маунта в роли офицера Эндрю Дав.

## Зрительский взгляд

### Зрители
Эпизод посмотрели 3.60 миллиона зрителей с долей 1.2/4 среди взрослых в возрасте от 18 до 49 лет. Это было снижение на 3 % зрительской аудитории из предыдущего эпизода, за которым наблюдали 3.69 миллиона зрителей с 1.2/4 в демографии 18-49. С этим рейтингом, «Готэм» занял второе место на канале FOX, за «Люцифером», третий по своему временному интервалу и восьмой за ночь позади «Люцифера», «Скорпиона», повторного показа «Теории Большого взрыва», «Все схвачено», «Две девицы на мели», «Кевин подождёт», и «Холостяк».

### Критика
| Рейтинги                        | Рейтинги |
| Издание                         | Оценка   |
| ------------------------------- | -------- |
| Rotten Tomatoes (Tomatometer)   | 100%     |
| Rotten Tomatoes (Average Score) | 9.5      |
| IGN                             | 8.0      |
| TV Fanatic                      | [ 12 ]   |
| TV Overmind                     | [ 13 ]   |

Эпизод «Безумный город: Улыбайся от всей души» получил огромную похвалу от критиков. Этот эпизод получил рейтинг 100 % со средним баллом 9.5 из 10 на сайте Rotten Tomatoes.
Мэтт Фоулер из IGN дал эпизоду «большие» 8.0 из 10 и написал в своём вердикте: «„Улыбайся от всей души“ возвратил Джерома в забаве (и довольно неприглядный) путь. Он мог иметь разбуженное право и привел его сумасшедший культ в город на карнавал насилия, но вместо этого у него украли своё лицо! И прежде чем он мог сделать что-либо (как убийство Брюса Уэйна), он должен был пойти, получить его долбанное лицо! Мало того, что его „пришили обратно на лицо“ дать ему следы фильма „Джокеры“, но всю вещь ударили плечи с „New 52 возрождение Джокера“».
Ник Хоган из TV Overmind дал 4 из 5, сочиняя «В целом, я действительно наслаждался эпизодом и сумасшедшим, психологическим оборотом, который принял „Готэм“. 2017 год в Готэм-сити развивается, чтобы быть абсолютно помешанным, и я люблю его!» Сейдж Янг из EW дал эпизоду рейтинг «A-» и пишет, «Ночь 'пробуждения' является беспорядочным, чем второсортный анархист Дуайт Поллард надеялся, но дело все еще сделано. После нескольких месяцев ожидания со стороны поклонников и тизеров со стороны Fox, Джером Валеска снова дышит. И если он дышит, вы лучше полагаете, что он доставляет неприятности».
Лиза Бабик из TV Fanatic дала прекрасные 5 из 5, указав: «„Готэм“ обманывал нас некоторое время, прежде чем мы добрались, чтобы видеть то, чего мы так терпеливо ждали, но это определенно стоило ожидания». Винни Манкусо из New York Observer написал, «„Улыбайся от всей души“ в честь недавнего Торжественного введения в должность президента, был полностью украден Давидом Мазузом, Камрен Бикондовой и возвращением приглашенной звезды Камерона Монахэна».
Кармен Фокс из The Baltimore Sun написал, «„Улыбайся от всей души“ был одним из лучших эпизодов „Готэм“, показанный в последнее время. Несомненно, возвращение злодеев от мертвого трупа было сыграон больше, чем смех Джерома, но это — плохой парень Готэма — у города и шоу — есть нетерпеливо ожидание». Сидней Баксбоум из Nerdist написал, «Если его психопатическое отношение и общее безумие не испугали вас прежде, теперь его внешняя сторона соответствует его внутренностям, делая Джерому 2.0 истинную силу, с которой будут считаться. Это тот момент, которого мы все ждали, ребята!»
Роберт Янис-младший из Screenrant написал, «Это была выплата, на которую долго намекал „Готэм“… Теперь, после того, как углубляться так в большой степени в возвращении к жизни прошлого сезона, шоу готово возвратить возможно одного из своих лучших злодеев в плоти». Кэйти Бёрт из Den of Geek дала эпизоду прекрасные 5 из 5 и написала, «Сегодняшний эпизод „Готэм“ напомнил мне, насколько приятно это шоу может быть, когда его соответствующие основные сюжетные линии придерживаются того, к чему они способны. „Улыбайся от всей души“ видела волнующе звездное возвращение Джерома, также эффективно уравновешивая некоторых, прогрессирующие до заговора истории „B“. Они сделали это, позволив каждому сюжету сделать то, в чем это было лучшим и заканчивающийся одной адской кульминацией. В целом, „Улыбайся от всей души“ был одним из лучших эпизодов, в которых мы имели некоторое время. Так же всегда, присутствие Камерона Монахэна как Джером/Джокер автоматически поднимает эпизод примерно на 75 %. Монахэн приносит пугающую, уязвимую непредсказуемость к персонажу, также читая некоторые строки, которые заставили меня смеяться вслух. На „Готэм“ Монахэну удается произвести большое впечатление в длинном, богатом наследии этого культового характера, и это бесконечно впечатляющее смотреть».